# RFactor

rFactor — компьютерная игра в жанре автосимулятора, созданная компанией Image Space Incorporated и выпущенная «самиздатом» в интернете.
Лозунг игры: «Customize. Control. Connect.» («Настраивай. Управляй. Подключайся.»)
Игра представляет собой платформу для написания модификаций (изначально доступны лишь несколько трасс). Благодаря этому, rFactor стал наиболее массовой игрой в симрейсинге. Распространению rFactor в бывшем СССР также способствует то, что «пиратская» версия полнофункциональна (в отличие от Live for Speed, которую настоятельно рекомендуют зарегистрировать).
По данным на 6 сентября 2008 года, последняя версия — 1.255.